# 福田逸
福田 逸（ふくだ はやる、1948年〈昭和23年〉1月31日 - ）は、日本の演出家、翻訳家。明治大学名誉教授。国家基本問題研究所評議員。
サウンディングズ英米文学研究会、日本シェイクスピア研究会、日本演劇協会、各会員。元財団法人「現代演劇協会」理事長。父は劇作家・評論家の福田恆存。

## 略歴
神奈川県中郡大磯町出身。恆存の次男として生まれる。
1970年、上智大学文学部英文学科卒業。1973年、同大学院文学研究科英文学専攻修士課程修了。以後多くの大学・短大の兼任講師を務め、北里大学専任講師・助教授、明治大学商学部字助教授・教授として勤めるかたわら、父の演劇活動を継ぐ。（財）現代演劇協会「創立50周年誌」（平成25年（2013年）9月5日刊行）に拠ると、結成した「劇団雲」の流れを汲む「劇団昴」などで、シェイクスピア作品ほかの訳・演出、多くの翻訳を手掛けている。他に、公益財団法人日本文学振興会主催の池寛ドラマ賞選考委員（1991年 - 1999年）、社団法人日本劇団協議会理事（1992年 - 1999年、2004年 - 2006年）、同常務理事（1999年 - 2004年）、財団光文シエラザード文化財団理事（1996年 - 2010年）・新国劇場開設準備研修事業専門委員会 専門委員（1996年 - 1997年）、新国立劇運営財団研修事業専門委員会 専門委員（1997年 - 2000年）・公益社団法人国家基本問題研究会評議員（2001年 - ）などを歴任する。
2011年国家基本問題研究所の評議員に就任。
2012年9月5日、福田、三宅久之、金美齢、長谷川三千子など保守系の著名人28人は、同年9月の自由民主党総裁選挙に向けて、「安倍晋三総理大臣を求める民間人有志の会」を発足させた。同日、同団体は安倍晋三の事務所に赴き、出馬要請をした。9月26日、総裁選が実施され、安倍が当選した。
上記の現代演劇協会「創立50周年誌」および同協会「創立50周年記念公演」パンフレットに拠ると、2013年秋、福田恆存の設立した財団法人現代演劇協会を設立50年を期して解散している。
翻訳は主として英語圏の戯曲だが、『エリザベスとエセックス』（1983年）、『名優演技を語る』（1980年）などの伝記、俳優インタビューなどなどの翻訳もある。同時に『諸君!』『正論』などの雑誌などにも論文・エッセイを多数発表している。
後年は歌舞伎の演出を通して文楽への傾倒が見られ、義太夫で唯一人の人間国宝、七世竹本住大夫へのインタビュー『七世竹本住大夫 私が歩んだ90年』（共著）なども著している。
演出は下記参照。

## 演出を担当した劇作品
『ジュリアス・シーザー』『マクベス』『リチャード三世』『ハムレット』などのシェイクスピア作品などのほかに、T．ラティガン作『ウィンズロー・ボーイ』、A．フガード作『谷間の歌』、パム・ジェムズ作『マレーネ』、N．カワード作『夕闇』他、恆存の戯曲など多方面にわたり、『西郷隆盛』『武田信玄』『お国と五平』『道元の月』等の「新歌舞伎」、新歌舞伎や新作歌舞伎の演出も手がける。

## 著書
- 『父・福田恆存』 文藝春秋 2017年7月 ISBN 978-4163906881 / 文春学藝ライブラリー 2021年6月※ ISBN 978-4168130922

編著
- 『人間の生き方、ものの考え方 学生たちへの特別講義』（福田恆存、国民文化研究会共編）、文藝春秋 2015年2月 ISBN 978-4163942094 / 文春学藝ライブラリー 2019年12月※ ISBN 978-4168130847
- 『七世竹本住大夫 私が歩んだ90年』（高遠弘美と聞き手）講談社 2015年11月※ ISBN 978-4062197731
- 『福田恆存の手紙』 文藝春秋 2024年11月※ ISBN 978-4163919171

※は各・電子書籍でも刊行

## 翻訳
- 『アーサー卿の犯罪』（オスカー・ワイルド、福田恆存共訳、中公文庫） 1977年、新版 1988年
- 『名優演技を語る - 役者と観客への贈物』（ハル・バートン編、玉川大学出版部） 1980年12月
- 『エリザベスとエセックス - 王冠と恋』（リットン・ストレイチー、中央公論社） 1983年、中公文庫 1987年、改版 1999年
- 『そして誰もいなくなった』（アガサ・クリスティ、新水社） 1984年、新装版 2000年9月　ISBN 978-4883850167
- 『谷間の歌 - バーニィ・サイモンの想い出に捧ぐ』（アソル・フガード、而立書房） 1999年
- 『ワーニャ伯父さん』（アントン・チェーホフ、而立書房） 1999年
- 『三人姉妹』（アントン・チェーホフ、而立書房） 1999年
- 『肉体の清算』（ヒュー・ホワイトモア、而立書房） 2001年
- 『夕闇』（ノエル・カワード） 2013年9月 - 上演台本
- 『スイートルーム組曲 ノエル・カワード戯曲集』（而立書房） 2020年　ISBN 978-4880594224